# Hildegarde Beatrice Hinde
Hildegarde Beatrice Hinde, geb. Ginsburg, (* 1871 in Binfield, Grafschaft Berkshire; † 20. Februar 1959 in Le Bouveret, Schweiz) war eine britische Autorin, Linguistin und Anthropologin. Sie schrieb zwei Bücher über ostafrikanische Sprachen und arbeitete mit ihrem Ehemann Sidney Langford Hinde an einem Buch über das Volk der Massai. Sie lieh ihren Namen auch drei afrikanischen Säugetieren.

## Familie
Hinde war eine Tochter des Bibelwissenschaftlers Christian David Ginsburg und seiner zweiten Frau Emilie Hausburg. Ihre ältere Schwester Emilie Catherine heiratete 1889 den Geographen Halford Mackinder. 1897 heiratete Hildegarde Sidney Langford Hinde (1863–1930), einen Kolonialverwalter in Britisch-Ostafrika, Resident des Massai-Oberhaupts.

## Tätigkeit als Autorin
Hildegarde und Sidney Hinde waren gemeinsame Autoren von The Last of the Massai, einem Buch, das 1901 von William Heinemann veröffentlicht wurde. Es enthält Feldnotizen, die einige ostafrikanische Tiere und Vögel beschreiben, sowie Fotos, darunter eines, das einen „von Frau S.L. Hinde geschossenen Löwen“ zeigt.
Im Jahr 1901 veröffentlichte Cambridge University Press Hildegarde Hindes Buch The Masai language: grammatical notes together with a vocabulary. In einem Vorwort gab sie an, dass sie „keine besonderen philologischen Qualifikationen“ habe, sondern dass sie die Sprache „direkt von den Massai“ gelernt habe. Eine Rezension in der anthropologischen Zeitschrift des Royal Anthropological Institute of Great Britain and Ireland Man von Robert Needham Cust beschrieb es als:

“…an addition to our knowledge of an African language brought up to date, and to be depended upon, as derived from original sources.”

„…eine Ergänzung unserer Kenntnisse einer afrikanischen Sprache, die auf den neuesten Stand gebracht wurde und auf die wir uns verlassen können, da sie aus Originalquellen stammt.“

Ebenfalls Cambridge University Press veröffentlichte 1904 ihre Vocabularies of the Kamba and Kikuyu languages of East Africa. Eine Rezension in der Man bemerkte, dass dieses „bewundernswerte“ Buch „in den Händen aller sein sollte, die in die Regionen reisen oder sich dort niederlassen, wo diese Dialekte vorkommen.“
Im Jahr 1907 veröffentlichte die Zeitschrift Empire Review Hindes Artikel mit dem Titel „Empire in the making“, in dem sie die Schwierigkeiten für Kolonialverwalter in Ostafrika beschrieb:

“…peoples recognising no supreme chief, peoples who maintain a condition of individual equality, where everyone is as good as his neighbour, and where, as a result, anarchy reigns.”

„…Völkern, die keinen Oberhäuptling anerkennen, Völkern, die einen Zustand der individuellen Gleichheit aufrechterhalten, in dem jeder so gut, wie sein Nachbar, und wo deshalb Anarchie herrscht.“

Auch Hindes Artikel Magic among certain East African Tribes wurde 1906 in der Empire Review veröffentlicht.
1926 veröffentlichte das schottische Verlagshaus Williams & Norgate Some Problems of East Africa, eine Schrift, in der sich Hinde zum Ziel gesetzt hatte, „eine anscheinend mögliche Lösung für die schwerwiegenden politischen Schwierigkeiten vorzuschlagen, die in den letzten Jahren aufgetreten sind“, letztlich aber zu dem Schluss kam:

“…The main problem — the government of the country, primarily for the benefit of the natives and secondarily to enable peaceful settlement for non-natives — remains unsolved.”

„…Das Hauptproblem – die Regierung des Landes, in erster Linie zum Wohle der Einheimischen und in zweiter Linie zur Ermöglichung einer friedlichen Ansiedlung von Nicht-Einheimischen – bleibt ungelöst.“

## Naturforscherin und Sammlerin
Hinde war ebenso als autodidaktische Naturforscherin tätig, die den Sammlungen von Fledermäusen und Nagetieren des British Museum Exemplare neuer Gattungen zur Verfügung stellte. Drei Arten kleiner afrikanischer Säugetiere wurden von dem britischen Zoologen Oldfield Thomas nach ihr benannt. Dies waren:
- Taphozous hildegardeae (englisch: Hildegarde's tomb bat) aus der Gattung der Grabfledermäuse
- Zelotomys hildegardeae (englisch: Hildegarde's broad-headed mouse; deutsch: Hildegarde-Breitkopfmaus) aus der Gattung der Breitkopfmäuse und
- Crocidura hildegardeae (englisch: Hildegarde's shrew) aus der Gattung der Weißzahnspitzmäuse.[13]

## Späteres Leben
Von 1914 bis 1940 lebte sie mit ihrer verwitweten Mutter und ihrer Schwester Emilie Mackinder auf Capri. Sie zogen 1940 in die Schweiz. Sie starb dort am 2. Februar 1959.